# 北村俊昭
北村 俊昭（きたむら としあき、1948年（昭和23年）11月15日 - ）は、日本の官僚、経営者。元経済産業審議官。株式会社INPEX相談役。元石油鉱業連盟会長。北海道小樽市出身。

## 略歴
北海道小樽潮陵高等学校を経て、1972年（昭和47年）東京大学法学部第1類（私法コース）を卒業し、通商産業省入省（鉱山石炭局石炭部炭政課）。貿易経済協力局、製造産業局、通商政策局各局長を歴任し、2006年（平成18年）に経済産業審議官となり、2007年（平成19年）に退官する。

### 退官後
退官後は東京海上日動火災保険顧問、早稲田大学大学院客員教授をへて、2009年（平成21年）に国際石油開発帝石副社長に就任。2010年（平成22年）から同社社長を務める。2025年、瑞宝重光章受章。

## 年譜
- 1972年（昭和47年）3月 東京大学法学部第1類（私法コース）卒業[1]
- 1972年（昭和47年）4月 通商産業省入省[2]
- 1973年（昭和48年）7月 資源エネルギー庁石炭部計画課[5]
- 1975年（昭和50年）2月 通商産業省貿易局為替金融課[5]
- 1976年（昭和51年）6月 通商産業省大臣官房総務課
- 1980年（昭和55年）5月 資源エネルギー庁石油部開発課
- 1982年（昭和57年）6月 資源エネルギー庁長官官房総務課
- 1984年（昭和59年）6月 通商産業省機械情報産業局総務課
- 1985年（昭和60年）6月 通商産業省大臣官房秘書課
- 1986年（昭和61年）6月 通商産業省大臣官房企画調査官
- 1987年（昭和62年）5月 外務省在連合王国日本国大使館一等書記官
- 1989年（昭和64年）1月 外務省在連合王国日本国大使館参事官
- 1990年（平成2年）6月 通商産業省大臣官房広報課長
- 1991年（平成3年）6月 通商産業省通商政策局欧州アフリカ中東課長
- 1998年（平成10年）7月 小渕恵三内閣総理大臣秘書官[7]
- 2002年（平成14年）7月 経済産業省貿易経済協力局長[2]
- 2003年（平成15年）7月 経済産業省製造産業局長[2]
- 2004年（平成16年）6月 経済産業省通商政策局長[2]
- 2006年（平成18年）7月 経済産業審議官[2]
- 2007年（平成19年）7月 退官[2]
- 2007年（平成19年）11月 東京海上日動火災保険株式会社顧問[2]
- 2008年（平成20年）4月 早稲田大学大学院客員教授[2]
- 2009年（平成21年）8月 国際石油開発帝石（現・INPEX）株式会社副社長執行役員[2]
- 2010年（平成22年）8月 国際石油開発帝石株式会社代表取締役社長[2]
- 2018年 (平成30年) 6月 国際石油開発帝石株式会社代表取締役会長
- 2020年 (令和2年) 5月 石油鉱業連盟会長[8]
- 2024年 (令和6年) 3月 株式会社INPEX相談役[9]。